# Arundoclaytonia dissimilis
Arundoclaytonia dissimilis là một loài thực vật có hoa trong họ Hòa thảo. Loài này được Davidse & R.P.Ellis mô tả khoa học đầu tiên năm 1987.